# Perú en la clasificación de Conmebol para la Copa Mundial de Fútbol de 1986
La Selección de fútbol del Perú fue una de las diez selecciones de fútbol que participaron en la clasificación de Conmebol para la Copa Mundial de Fútbol de 1986, en la que se definieron los representantes de Conmebol para la Copa Mundial de Fútbol de 1986, que se desarrolló en México.

## Sistema de juego
Para la Copa Mundial de Fútbol de 1986, la Conmebol dispuso de cuatro plazas de las 24 totales del mundial. Los diez equipos se agruparon en tres grupos: dos grupos de tres equipos y otro de cuatro equipos. Los partidos se jugaron por el sistema de liguilla, con encuentros en casa y como visita. Los primeros de cada grupo se clasificaron para el Mundial, los segundos de cada grupo más el tercero del grupo 1 fueron al repechaje.[cita requerida]

## Historia

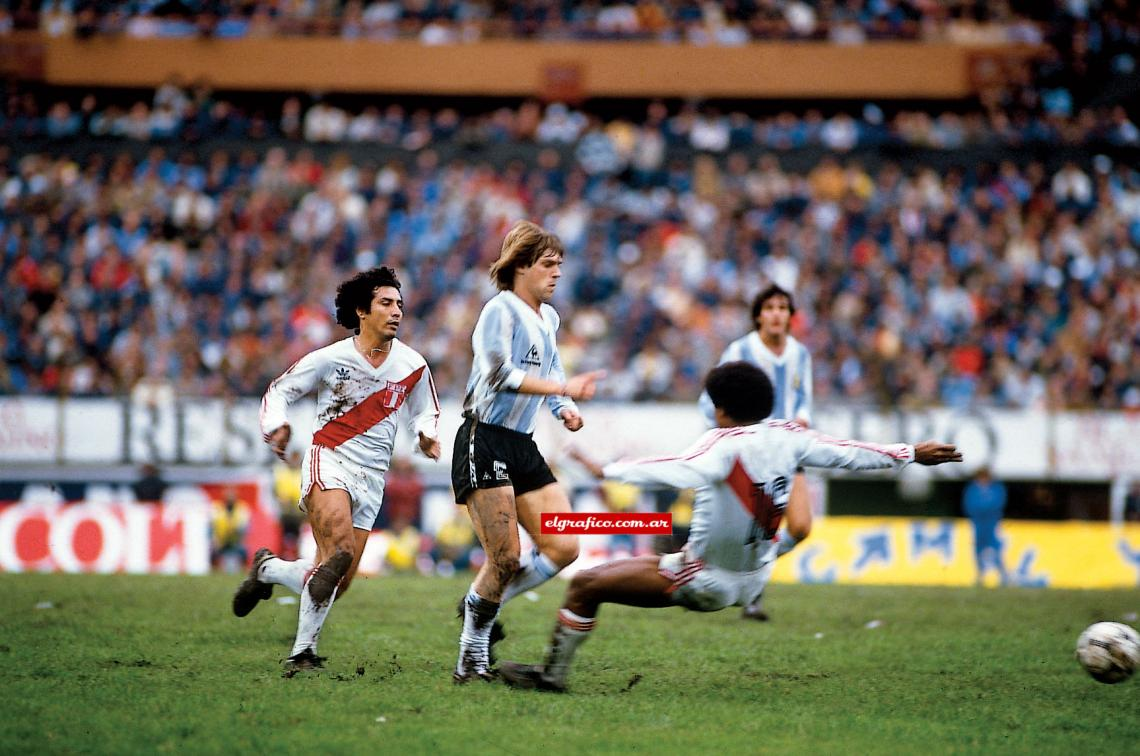
Partido histórico entre Perú y Argentina en 1985.

El 23 de junio de 1985, Argentina se enfrentó al equipo blanquirrojo, venciendo este último por la mínima diferencia gracias al gol anotado por Juan Carlos Oblitas. Nota aparte merece la marca de Luis Reyna contra Diego Maradona, que prácticamente anuló el juego del crack argentino.
El partido de vuelta contra Argentina, efectuado el 30 de junio, el equipo albiceleste logró empatar 2:2 con gol de Ricardo Gareca en el minuto 80', consiguiendo así la clasificación al mundial. Resulta irónico que el mismo personaje –esta vez como entrenador– consiguiera que el Perú volviera a clasificar después de 36 años de ausencia en la Copa Mundial.

## Tabla de posiciones
| Equipo    | Pts | PJ | PG | PE | PP | GF | GC | Dif. |
| --------- | --- | -- | -- | -- | -- | -- | -- | ---- |
| Argentina | 9   | 6  | 4  | 1  | 1  | 12 | 6  | +6   |
| Brasil    | 6   | 4  | 2  | 2  | 0  | 6  | 2  | +4   |
| Uruguay   | 6   | 4  | 3  | 0  | 1  | 6  | 4  | +2   |
| Perú      | 8   | 6  | 3  | 2  | 1  | 8  | 4  | +4   |
| Chile     | 5   | 4  | 2  | 1  | 1  | 10 | 5  | +5   |
| Paraguay  | 4   | 4  | 1  | 2  | 1  | 5  | 4  | +1   |
| Colombia  | 6   | 6  | 2  | 2  | 2  | 6  | 6  | 0    |
| Bolivia   | 2   | 4  | 0  | 2  | 2  | 2  | 7  | –5   |
| Ecuador   | 1   | 4  | 0  | 1  | 3  | 4  | 10 | –6   |
| Venezuela | 1   | 6  | 0  | 1  | 5  | 5  | 15 | –10  |

## Partidos

### Grupo 1
| Equipo    | Pts | PJ | PG | PE | PP | GF | GC |
| --------- | --- | -- | -- | -- | -- | -- | -- |
| Argentina | 9   | 6  | 4  | 1  | 1  | 12 | 6  |
| Perú      | 8   | 6  | 3  | 2  | 1  | 8  | 4  |
| Colombia  | 6   | 6  | 2  | 2  | 2  | 6  | 6  |
| Venezuela | 1   | 6  | 0  | 1  | 5  | 5  | 15 |

#### Local
| 9 de junio de 1985 | Perú | 0:0 (0:0) | Colombia | Estadio Nacional, Lima                                              |  |
|                    |      |           |          | Asistencia: 40, 000 espectadores Árbitro(s): Juan Daniel Cardellino |  |

| 16 de junio de 1985 | Perú                                                                              | 4:1 (2:1) | Venezuela        | Estadio Nacional, Lima                                                  |                                                                         |
|                     | Franco Navarro 15' · Gerónimo Barbadillo 20' · Jorge Hirano 69' · César Cueto 82' |           | Pedro Febles 29' | Asistencia: 46, 000 espectadores Árbitro(s): Luís Carlos Félix Ferreira | Asistencia: 46, 000 espectadores Árbitro(s): Luís Carlos Félix Ferreira |

| 23 de junio de 1985 | Perú                   | 1:0 (1:0) | Argentina | Estadio Nacional, Lima                                         |                                                                |
|                     | Juan Carlos Oblitas 7' |           |           | Asistencia: 45, 000 espectadores Árbitro(s): Hernán Silva Arce | Asistencia: 45, 000 espectadores Árbitro(s): Hernán Silva Arce |

#### Visitante
| 26 de mayo de 1985 | Colombia          | 1:0 (1:0) | Perú | Estadio El Campín, Bogotá                                   |                                                             |
|                    | Miguel Prince 65' |           |      | Asistencia: 53, 000 espectadores Árbitro(s): Luis Barrancos | Asistencia: 53, 000 espectadores Árbitro(s): Luis Barrancos |

| 2 de junio de 1985 | Venezuela | 0:1 (0:0) | Perú                  | Pueblo Nuevo, San Cristóbal      |                                  |
|                    |           |           | Julio César Uribe 78' | Asistencia: 39, 000 espectadores | Asistencia: 39, 000 espectadores |

| 30 de junio de 1985 | Argentina                               | 2:2 (1:2) | Perú                                       | Estadio Monumental, Buenos Aires                                  |                                                                   |
|                     | Pedro Pasculli 12' · Ricardo Gareca 81' |           | José Velásquez 24' Gerónimo Barbadillo 38' | Asistencia: 65, 457 espectadores Árbitro(s): Romualdo Arppi Filho | Asistencia: 65, 457 espectadores Árbitro(s): Romualdo Arppi Filho |

### Repechaje Primera Fase
| 27 de octubre de 1985 | Chile                                                  | 4:2 (3:1) | Perú                   | Estadio Nacional de Chile, Santiago de Chile                         |                                                                      |
|                       | Jorge Aravena 6' 64' Hugo Rubio 8' Alejandro Hisis 15' |           | Franco Navarro 45' 76' | Asistencia: 40 340 espectadores Árbitro(s): José Luis Martínez Bazán | Asistencia: 40 340 espectadores Árbitro(s): José Luis Martínez Bazán |

| 3 de noviembre de 1985 | Perú | 0:1 (0:0) (Global 2:5) | Chile             | Estadio Nacional, Lima                                     |                                                            |
|                        |      |                        | Jorge Aravena 64' | Asistencia: 42 244 espectadores Árbitro(s): Arnaldo Coelho | Asistencia: 42 244 espectadores Árbitro(s): Arnaldo Coelho |

## Jugadores
Listado de jugadores que participaron en las eliminatorias para la Copa Mundial 1986:
| Nombre               | Posición      | Clubes                    |
| -------------------- | ------------- | ------------------------- |
| Eusebio Acasuzo      | Portero       | Bolivar                   |
| José Gonzales Ganoza | Portero       | Alianza Lima              |
| Ramón Quiroga        | Portero       | Universitario de Deportes |
| Leo Rojas            | Defensa       | Universitario de Deportes |
| Rubén Díaz           | Defensa       | Sporting Cristal          |
| Jorge Olaechea       | Defensa       | Independiente Medellín    |
| Pedro Requena        | Defensa       | Universitario de Deportes |
| Wilmar Valencia      | Defensa       | Alianza Lima              |
| Samuel Eugenio       | Defensa       | Universitario de Deportes |
| Hugo Gastulo         | Defensa       | Universitario de Deportes |
| Jaime Duarte         | Defensa       | San Agustín               |
| José Velásquez       | Mediocampista | Hércules CF               |
| César Cueto          | Mediocampista | América de Cali           |
| Julio César Uribe    | Mediocampista | Cagliari Calcio           |
| Luis Reyna Navarro   | Mediocampista | Universitario de Deportes |
| Eduardo Malásquez    | Mediocampista | Deportivo Municipal       |
| Javier Chirinos      | Mediocampista | Universitario de Deportes |
| Luis Reyna           | Mediocampista | Sporting Cristal          |
| Juan Caballero Lora  | Delantero     | Sporting Cristal          |
| Gerónimo Barbadillo  | Delantero     | Udinese                   |
| Juan Carlos Oblitas  | Delantero     | Universitario de Deportes |
| Franco Navarro       | Delantero     | Independiente Medellín    |
| Guillermo La Rosa    | Delantero     | América de Cali           |
| Jorge Hirano         | Delantero     | Sporting Cristal          |